# Cruz Verde, Zacatecas
Cruz Verde är en ort i Mexiko.   Den ligger i kommunen Tabasco och delstaten Zacatecas, i den centrala delen av landet, 500 km nordväst om huvudstaden Mexico City. Cruz Verde ligger 1 520 meter över havet och antalet invånare är 191.
Terrängen runt Cruz Verde är kuperad åt nordost, men åt sydväst är den platt. Runt Cruz Verde är det ganska tätbefolkat, med 54 invånare per kvadratkilometer. Närmaste större samhälle är Tabasco, 6,3 km söder om Cruz Verde. I omgivningarna runt Cruz Verde växer huvudsakligen savannskog.